# В'юнка саламандра
В'юнка саламандра (Aneides) — рід земноводних підродини Безлегеневі саламандри родини Безлегеневі саламандри. Має 8 видів.

## Опис
Загальна довжина представників цього роду коливається від 7 до 19 см. Голова середнього розміру. Очі трохи опуклі із круглими зіницями. Тулуб дещо сплощений. Кінцівки потужні з перетинками. Хвіст доволі довгий. Забарвлення сірувате, коричнювате, зелене, чорне, часто зі світлими цяточками або крапочками.

## Спосіб життя
Полюбляють лісисту та гірську місцину. Доволі моторні та швидкі земноводні. Вдень часто ховаються в ущелинах, серед каміння, дуплах дерев. Добре лазять по деревам та іншим вертикальним поверхням. Живляться переважно різними безхребетними.
Це яйцекладні амфібії. Самиці відкладають до 40 яєць.

## Розповсюдження
Мешкають у Канаді, США та Мексиці.

## Види
- Aneides aeneus
- Aneides ferreus
- Aneides flavipunctatus
- Aneides hardii
- Aneides iecanus
- Aneides lugubris
- Aneides niger
- Aneides vagrans